# Tramwaje w Gaziantepie
Tramwaje w Gaziantepie − system komunikacji tramwajowej działający w tureckim mieście Gaziantep.
Tramwaje w Gaziantepie uruchomiono w sierpniu 2010. Obecnie istnieje jedna linia tramwajowa o długości 12 km z 13 przystankami.

## Linia
Trasa linii:
- Gar − Burç Kavşaġi

## Tabor
Sieć tramwajowa w Gaziantepie opiera się wyłącznie na używanym taborze sprowadzonym z zagranicy. Do obsługi linii zakupiono we  Frankfurcie nad Menem 17 tramwajów Düwag Pt, które przed wprowadzeniem do eksploatacji przeszły modernizację.
W 2013 roku zakupiono 28 egzemplarzy tramwajów Alstom TFS z francuskiego miasta Rouen.
| Zdjęcie | Model      | Pochodzenie | Rok wprowadzenia | Liczba wagonów | Liczba |
| ------- | ---------- | ----------- | ---------------- | -------------- | ------ |
|         | Düwag Pt8  | Niemcy      | 20               | 3              | 25     |
|         | Alstom TFS | Francja     | 2013             | 3              | 28     |